# Леанхойлия
Леанхойлия (лат. Leanchoilia) — вымерший род членистоногих из класса Megacheira. Обитали в кембрийском периоде.

## Описание
Это членистоногое имело четыре глаза. Длина тела составляла около 5 сантиметров. Тело состояло из одиннадцати сегментов. Спереди леанхойлия имела пару конечностей, напоминающих щупальца. Иногда внутри найденных тел сохранялись ещё и органы.

## Находка
Как и многие другие представители кембрийской жизни, леанхойлия была обнаружена в сланцах Бёрджес в Канадских Скалистых горах американским палеонтологом Чарлзом Уолкоттом в 1912 году.

## Классификация
В настоящий момент выделено два вида леанхойлии:
- Leanchoilia superlata
- Leanchoilia persephone Simonetta

Что касается второго вида, то некоторые учёные считают, что различия между двумя видами — всего лишь пример полового диморфизма.